# Las orillas del Marne
Las orillas del Marne es una pintura al óleo sobre lienzo realizada entre 1888 y 1890 por el pintor francés Paul Cézanne. Se conserva en el Museo del Hermitage de San Petersburgo.
Cézanne solía ir al campo, donde podía encontrar la inspiración y los temas para sus obras. La pintura representa una casa de campo, a lo largo de la ribera del Marne, el río que corre a través de la Isla de Francia.
El pintor Albert Gleizes tiene una obra con el mismo tema.